# Хосе Вільялонга Льоренте
Хосе Вільялонга Льоренте (ісп. José Villalonga, нар. 12 грудня 1919, Кордова — пом. 8 серпня 1973, Кордова) — іспанський футбольний тренер.
Тренував клуби «Реал Мадрид», з яким став дворазовим чемпіоном Іспанії, дворазовим володарем Кубка чемпіонів УЄФА та дворазовим володарем Латинського кубка, «Атлетіко Мадрид», який привів до двох Кубів Іспанії та одного Кубка Кубків УЄФА, а також збірну Іспанії, яку вперше в історії зробив чемпіоном Європи.

## Кар'єра тренера

### «Реал»
Хосе Вільялонга не був професійним футболістом, а служив офіцером в армії Франциско Франко, і дослужився до звання капітана. Після відставки посередині сезону (після 14 туру сезону 1954/55 замість уругвайця Еміліо Фернандеса) несподівано був призначений на посаду головного тренера мадридського Реала, з президентом якого, Сантьяго Бернабеу, Вільялонга був знайомий. У середовищі уболівальників «Реала» в ті часи було прийнято вважати, що від тренера в зоряному складі мадридців потрібно небагато — лише грамотно вибудувати гравців на полі, розподілити їх обов'язки і не давати їм сваритися. Прихильником такої концепції був і сам президент «Реала».
Незважаючи на це Вільялонга проявив себе достатньо кваліфікованим фахівцем, грамотно побудувавши схему дубль-ве, яка дозволила яскраво розкритися Альфредо Ді Стефано і як бомбардиру, і як організатору атак. Ді Стефано в цій схемі грав на позиції відтягнутого форварда. З інших гравців сезону 55/56 слід виділити аргентинського пасувальника Ектора Ріала, одного з улюблених партнерів Ді Стефано, Франсіско Хенто, лівого крайнього форварда з феноменальною швидкістю та високою культурою поводження з м'ячем, і Мігеля Муньйоса, який був мотором команди та лідером півзахисту.
Вільялонга почав з двох нічиїх, але продовжив впевненою перемогою в Прімері з п'ятьма очками відриву від «Барселони». В цьому ж році він виграв Латинський Кубок — найпрестижніший європейський клубний турнір до появи Кубка чемпіонів. Але по-справжньому зірковими для команди Вільялонга стали наступні два роки. 1956 року «Реал» хоча і поступився першим місцем в чемпіонаті «Атлетіко» з Більбао, але зумів виграти перший розіграш Кубка чемпіонів (в фіналі у впертій боротьбі був обіграний французький «Реймс» 4-3). На момент перемоги Реала в Кубку Вільялонзі було лише 36 років і 184 дні, що робить його і донині наймолодшим з тренерів, які завойовували Кубок Чемпіонів. На наступний рік «Реал» виграв чемпіонат Іспанії і Кубок чемпіонів (у фіналі з рахунком 2-0 була переможена італійська «Фіорентина»), підтвердивши свій статус найкращої команди Європи.
Однак Сантьяго Бернабеу вирішив, що настільки популярній команді не пристало мати такого сірого та маловідомого тренера, і по закінченні сезону 1956/57 Хосе був звільнений, а на його місце прийшов Луїс Карніглія.

### «Атлетіко»
Після цього Вільялонга протягом двох років не займався тренерською роботою, поки в жовтні 1959 року після шести турів Прімери, Хосе покликав інший мадридський клуб — «Атлетіко», який перетворився на той час у середняка Прімери. В першому сезоні новий тренер підняв команду 7-о місця, на якому Вільялонга очолив мадридський, до 5, і вже в першому сезоні виграв з цією командою Кубок Генералісимуса. 26 червня 1960 року в фіналі турніру «кольчонерос» під командуванням Вільялонга перемогли «Реал» Ді Стефано та Пушкаша з рахунком 3:1, причому на їх стадіоні «Чамартін», нинішньому «Сантьяго Бернабеу».
Сезон 1960/61 також вдався для Вільялонги і його клубу. В чемпіонаті, щоправда, скласти конкуренцію «Реалу» не вийшло (відстали на 12 очок), але і друге місце з відривом від третього призера в 7 очок також був позитивним рахунком. крім того, команда змогла захистити Кубок Іспанії. На шляху «матрасники» перемогли в переграванні з «Валенсією», відігрались у матчі з «Вальядолідом» (1:3, 3:0) і потрапили до фіналу, де знову зустрілися з «Реалом» на «Чамартін» і знову його обіграли. Цього разу з рахунком 3:2.
У сезоні 1961/62 «матрасники» на чолі з Вільялонгою зайняли третє місце в чемпіонаті, а в кубку взагалі вилетіли ще в 1/16 фіналу від скромної «Басконії» (3:0, 0:3, 1:2). Проте успіх команда здобула на європейській арені — цього разу в Кубку володарів кубків. На шляху до фіналу мадридці обіграли французький «Седан», англійський «Лестер Сіті», західнонімецький «Вердер» та східнонімецький «Мотор» (Єна). У фіналі «Атлетико» на «Гемпден-Парку» зіграв з «Фіорентиною», гра закінчилася внічию 1:1, причому мадридці виглядали сильніше, але майже всі їхні моменти розрядив легендарний голкіпер «фіалок» Джуліано Сарті, який виказав суперматч. Однак в переграванні, що відбулося через три місяці, стояв його дублер Енріко Альбертозі і італійці програли з рахунком 3:0. Після цього матчу Вільялонга заявив: «Я пишаюся своїми хлопцями. Цього вечора вони рознесли б на шматки будь-яку команду світу!».
Саме роль Вільялонги в становленні команди була найбільшою. При ньому в «Атлетіко» заграв Аделардо, який чудово грав спочатку правого інсайда, а потім центрального захисника разом з аргентинцем Хорхе Гріффою. Крім нього важливу функцію в клубі грали і два інших легіонери — гвінеєць Мігель Хонес та бразилець Раміро. Також при Вільялонзі розкрилося так зване «Пекельне крило», як називали зв'язку Хоакін Пейро — Енріке Кольяр. Частина фанатів «Атлетіко» вважають цю команду найсильнішою в історії клубу.

### Іспанія
В цей же час після чергового провалу на чемпіонаті світу 1962 року, де іспанці під керівництвом Еленіо Еррери зайняли останнє місце у групі, Королівська федерація футболу Іспанії почала пошуки нового тренера і звернула увагу на Вільялонгу, запропонувавши йому очолити «червону фурію». Проте Хосе відмовився залишати клуб і з листопада 1962 по травень 1963 року суміщав посади, після чого 5 травня 1963 року Вільялонга несподівано оголосив, що зосередиться на роботі з національною командою. Це сталося за 10 днів до фіналу Кубка кубків, куди тренер знову вивів свою команду. На екстреному засіданні ради директорів змінником Вільялонга призначили його помічника Тінте. Однак фінал «Тоттенгему» Грівза та Дайсона обтяжені мадридци розгромно програли 1:5.
На посаді головного тренера збірної Іспанії, Вільялонга через два роки став переможцем чемпіонату Європи. Фінальна стадія турніру проходила в Іспанії та господарі повністю — тактично та фізично, — переграли як збірну Угорщини, так збірну Радянського Союзу в фінальній грі. Після свого тріумфу Вільялонга повіз збірну Іспанії на чемпіонат світу 1966 року в Англію, але там іспанці виступили невдало. Після цього Вільялонга відійшов від футболу. В 22 матчах під керівництвом Вільялонги збірна Іспанії виграла 9 зустрічей, 5 раз зіграла внічию і 8 матчів програла.
Помер 8 серпня 1973 року на 54-му році життя у рідному місті Кордова.

## Титули і досягнення
- Чемпіон Іспанії (2):

«Реал Мадрид»: 1954-55, 1956-57
- Володар Кубка Іспанії з футболу (2):

«Атлетіко»: 1959-60, 1960-61
- Володар Кубка чемпіонів УЄФА (2):

«Реал Мадрид»: 1955-56, 1956-57
- Володар Кубка Кубків УЄФА (1):

«Атлетіко»: 1961-62
- Володар Латинського кубка (2):

«Реал»: 1955, 1957
- Чемпіон Європи: 1964